# Luigi Tosi (Schauspieler)
Luigi Tosi (* 15. Juli 1915 in Verona; † 12. März 1989 in Rom) war ein italienischer Schauspieler.
Tosi debütierte 1944 im Film Rosalba. 1945 zog er nach Florenz, um dort Jura zu studieren. Für Tombolo, black paradise wurde er mit der Silbernen Schleife als bester Debütdarsteller ausgezeichnet.
1965 zog er sich aus dem Filmgeschäft zurück. Sein Schaffen umfasst mehr als 70 Produktionen.

## Filmografie (Auswahl)
- 1944: Rosalba
- 1944: Fiori d’arancio
- 1945: Casello n. 3
- 1946: Pian delle stelle
- 1947: Tombolo, paradiso nero
- 1947: L’apocalisse
- 1947: Legge di sangue
- 1949: Il principe ribelle
- 1949: Il grido della terra
- 1949: La città dolente
- 1949: Gente così
- 1949: La fiamma che non si spegne
- 1949: Patto col diavolo
- 1949: Capitan Demonio
- 1950: Der Dieb von Venedig (Il ladro di Venezia)
- 1951: Laurel und Hardy: Atoll K (Atoll K)
- 1951: La grande rinuncia
- 1951: Der verbotene Christus (Il Cristo proibito)
- 1951: Era lui, si, si!
- 1952: L’angelo del peccato
- 1952: Vom Landpfarrer zum Papst (Gli uomini non guardano il cielo)
- 1952: Solo per te Lucia
- 1952: Papà ti ricordo
- 1953: Die Sklavin von Venedig (I piombi di Venezia)
- 1953: Il cavaliere di Maison Rouge
- 1953: Es ist nie zu spät (Non è mai troppo tardi)
- 1953: Die Plünderung Roms (Il sacco di Roma)
- 1953: Traviata ’53
- 1953: Das Schiff der verlorenen Frauen (La nave delle donne maledette)
- 1953: François il contrabbandiere
- 1953: Der Tempelschatz von Bengalen (Il tesoro del Bengala)
- 1954: L’amore romantico, episodio di Amori di mezzo secolo
- 1954: Die schwarzen Teufel von Romangai (La vendetta dei Tughs)
- 1954: Die Tempelwürger von Bangkok (I misteri della giungla nera)
- 1954: Öffentliche Meinung (Opinione pubblica)
- 1954: In den Klauen der Vergangenheit (Avanzi di galera)
- 1954: La Luciana
- 1954: Der geheimnisvolle Gefangene (Il prigioniero del re)
- 1954: Casta Diva
- 1954: Gli amori di Manon Lescaut
- 1954: L’amante di Paride
- 1954: Una donna libera
- 1955: Freunde fürs Leben (Amici per la pelle)
- 1955: Die große Schlacht des Don Camillo (Don Camillo und l’On. Peppone)
- 1955: Il piccolo vetraio
- 1956: Altair
- 1956: La trovatella di Milano
- 1956: Die Kavaliere vom schwarzen Schwert (Il cavaliere dalla spada nera)
- 1957: Du bist mein Schicksal (Amarti è il mio destino)
- 1957: Los jueves, milagro
- 1957: Himmel in Flammen (Il cielo brucia)
- 1957: La Venere di Cheronea
- 1957: Si le roi savait ça
- 1958: Die Freuden der Familie (Il marito)
- 1958: Le avventure di Roby e Buck
- 1958: Amore e guai…
- 1958: Rebell ohne Gnade (Capitan Fuoco)
- 1958: In ihren Augen ist immer Nacht (Les bijoutiers du clair de lune)
- 1959: Judith – Das Schwert der Rache (Giuditta e Oloferne)
- 1959: Der Sohn des roten Korsaren (La scimitarra del Saraceno)
- 1959: Herkules, der Schrecken der Hunnen (Il terrore dei barbari)
- 1960: Das Geheimnis der roten Maske (Il terrore della maschera rossa)
- 1960: I cosacchi
- 1960: David und Goliath (David e Golia)
- 1964: Das war Buffalo Bill (Buffalo Bill, l’eroe del Far West)
- 1964: Die sieben Rachen des Adlers (Sindbad contro i sette saraceni)
- 1965: Ein Loch im Dollar (Un dollaro bucato)
- 1965: Der steinerne Wald (Il tesoro della foresta pietrificata)
- 1965: Gli amanti latini
- 1965: Agente S03 operazione Atlantide